# Calea ferată Suceava–Vama–Floreni–Ilva Mică
Calea ferată Suceava–Vama–Floreni–Ilva Mică este o linie de cale ferată care face legătura între Bucovina și Transilvania, dar și între județele Suceava și Bistrița-Năsăud.

## Prezentare generală
Această cale ferată pornește din orașul Suceava și are ca punct final localitatea Ilva Mică, fiind în lungime de 191 kilometri. Este o cale ferată electrificată pe toată distanța. Linia este simplă cu excepția porțiunilor cuprinse între localitățile Valea Putnei și Iacobeni și Prisaca Dornei- Câmpulung Est unde este linie dublă.

## Caracteristici
Această linie de cale ferată este una dintre cele mai importante din nordul României și trece prin urmatoarele localități mai importante: Gura Humorului, Câmpulung Moldovenesc, Vatra Dornei (aceasta fiind și o renumită stațiune montană).

## Râuri întâlnite
- Moldova
- Bistrița

## Forme de relief străbătute
- Podișul Sucevei
- Obcina Mare
- Obcina Feredeu
- Obcina Mestecăniș
- Munții Rarău-Giumalău
- Munții Bistriței
- Munții Suhard
- Munții Bârgău
- Munții Rodnei

Notă: prescurtări folosite în graficul liniei:
- h. = haltă fără vânzare de bilete
- Hm. = haltă de mișcare
- hc. = haltă deschisă pentru achiziționarea biletelor